# Брюникель (пещера)
Пеще́ра Брюнике́ль (фр. Grotte de Bruniquel) — пещера во Франции, в одноимённой коммуне департамента Тарн и Гаронна, в долине реки Аверон. Древнейший памятник неутилитарной деятельности ранних неандертальцев. В пещере обнаружены следы деятельности человека, относящиеся ко времени 176 500 лет назад.
Пещера Брюникель закрыта для посещений. В 2019 году получила статус исторического памятника.

## История находки
Пещера была впервые обследована в феврале 1990 года французским 15-летним подростком Бруно Ковальцевским (Bruno Kowalsczewski). Вход в пещеру был перекрыт завалом. В течение трёх лет Бруно Ковальцевский расчистил завал, прокопал узкий 30-метровый тоннель, который вёл в просторный коридор с лужами воды, следами деятельности медведей (берлоги, царапины от когтей на стенах, отпечатки лап) и костями животных.
Пройдя по коридору 336 метров, члены местного клуба любителей спелеологии попали в обширный зал, в котором обнаружили обломки сталагмитов — «спелеофакты» (spéléofacts), следы костров и сожжённых костей. 399 сталагмитов и их обломков были уложены в два кольца размерами 6,7×4,5 метров и 2,2×2,1 метра и 4 груды диаметром от 0,55 до 2,60 м. Высота этих колец составляла около 40 см. Некоторые из обломков лежали горизонтально, слоями, другие стояли вертикально, третьи были прислонены как подпорки.

## Исследования
Первым из профессиональных археологов в пещере побывал Франсуа Розо (François Rouzaud, 1948—1999). Он — по радиоуглеродному анализу — определил минимальный возраст обломков сталагмитов по сожжённой кости медведя в 47 600 лет, что является пределом для данной технологии. Поэтому обломки сталагмитов не могли быть работой людей вида Homo sapiens, который пришёл в Европу около 40 тыс. лет назад. Сооружения из обломков сталагмитов могли создать неандертальцы. После смерти Розо исследования были прекращены на долгие годы.
Бельгийская учёная, палеоклиматолог Королевского бельгийского института естественных наук Софи Верхайден (Sophie Verheyden) продолжила исследования в 2013 году и определила по кускам сталагмитов возраст сооружений из сталагмитов в 176,5 ± 2,1 тыс. лет. В команду Верхайден входили археолог Жак Жобер (Jacques Jaubert) из Университета Бордо I и эксперт по сталагмитам Доминик Генти (Dominique Genty) из французского Национального центра научных исследований, при финансовой поддержке регионального управления (Direction Régionale Affaires Culturelles Midi-Pyrénées) Министерства культуры Франции и материально-технической поддержке Общества спелео-археологии Коссада (Société Spéléo-Archéologique de Caussade, SSAC). Использовалось уран-ториевое датирование. Результаты их работы были опубликованы 25 мая 2016 года в «Nature».

### Находки и выводы
18 обломков сталагмитов содержат следы обработки с помощью огня — красные и чёрные полосы и внутренние трещины. Общая длина использованных сталагмитов составляет 112,4 метров, а масса — 2,2 т. Большинство обломков — средние части сталагмитов без основания и верхушки, средняя длина около 30 см. Предполагается, что в создании сооружений из обломков сталагмитов участвовал не один художник, а группа людей в течение долгого времени, что требует организации труда. Пещера Брюникель доказала, что неандертальцы владели огнём, обладали минимальными навыками строительства и, вероятно, пользовались инструментами. Паола Вилья (Paolo Villa) из Колорадского университета в Боулдере интерпретирует найденные сооружения как место собраний для ритуального социального поведения.
Учёные допускают, что кольца из сталагмитов выполняли религиозную или церемониальную функцию, выступая прообразом Стоунхенджа. Кольца из сталагмитов являются самым древним свидетельством ритуальной жизни неандертальцев.

### Сравнения
Древнейшей обитаемой пещерой считалась пещера Шове, которую населяли люди 38 тыс. лет назад. Возраст наскальных изображений в пещере Шове около 36 тыс. лет, в пещере Ласко — 22—20 тыс. лет, в испанской пещере Альтамира и пещере Нио — 18—15 тыс. лет. Возраст наскальных изображений и захоронений в пещере Кюссак — около 28,5 тыс. лет.